# ناتیکا تورن
ناتیکا تورن (انگلیسی: Nautica Thorn؛ زادهٔ ۱۳ ژوئن ۱۹۸۴) یک بازیگر پورنوگرافی اهل ایالات متحده آمریکا است.